# Silnice II/255
Silnice II/255 je silnice II. třídy, která vede z Nemilkova do Postoloprt. Je dlouhá 15,4 km. Prochází jedním krajem a dvěma okresy.

## Vedení silnice

### Ústecký kraj, okres Most
- Nemilkov (křiž. I/27, III/2519)
- Lišnice (křiž. III/25113)
- Polerady
- Volevčice (křiž. III/2507)

### Ústecký kraj, okres Louny
- Počerady (křiž. III/25015)
- Výškov (křiž. II/250)
- Vrbka (křiž. III/25012)
- Postoloprty (křiž. I/7, III/25011, III/2501)